# Dendronephthya clara
Dendronephthya clara är en korallart som beskrevs av Tixier-Durivault och Prevor 1960. Dendronephthya clara ingår i släktet Dendronephthya och familjen Nephtheidae. Inga underarter finns listade i Catalogue of Life.